# Стјуарт (Ајова)
Стјуарт (енгл. Stuart) град је у америчкој савезној држави Ајова. По попису становништва из 2010. у њему је живело 1.648 становника.

## Демографија
Према попису становништва из 2010. у граду је живело 1.648 становника, што је -64 (-3.7%) становника више него 2000. године.
| Група             | 2000.         | 2010.         |
| Белци             | 1.675 (97,8%) | 1.577 (95,7%) |
| Афроамериканци    | 1 (0,1%)      | 6 (0,4%)      |
| Азијати           | 3 (0,2%)      | 3 (0,2%)      |
| Хиспаноамериканци | 19 (1,1%)     | 41 (2,5%)     |
| Укупно            | 1.712         | 1.648         |